# Covelo (parroquia)
Covelo (oficialmente Santiago de Covelo) es una parroquia española del municipio de Covelo, perteneciente a la provincia de Pontevedra, en la comunidad autónoma de Galicia.

## Toponimia
El lugar puede aparecer referido como «Covelo», «Cobelo», «Santiago de Covelo» y «Santiago de Cobelo».

## Historia
Hacia mediados del siglo XIX, el lugar, por entonces referido como una feligresía y ya capital del ayuntamiento, tenía contabilizada una población de 600 habitantes. Aparece descrito en el sexto volumen del Diccionario geográfico-estadístico-histórico de España y sus posesiones de Ultramar de Pascual Madoz con las siguientes palabras:

COBELO (Santiago de): felig. cap. del ayunt. de su nombre, en la prov. de Pontevedra (6 leg.), part. jud. de Cañiza (1), dióc. de Tuy (5): sit. entre lomas, á cuyo pie corre el r. de Piñeiros, que nace en Fontefria y desagua en el Tea. Comprende, ademas del de su nombre, los l. ó barrios de Carballeda, Castro, Cobeliño, Costal, Hermida, Lamela y Piñeiros, que reunen 140 casas, inclusa la de ayunt. que es de propiedad particular; y una escuela de primeras letras, frecuentada por 50 niños, cuyo maestro tiene 880 rs. anuales de dotacion. La igl. parr., dedicada á Santiago, está servida por un cura de segundo ascenso y de nombramiento del marqués de Camarasa. Tambien hay en el barrio de la Hermida una ermita bajo la advocacion de San Pedro. Confina el térm. N. y E. felig. de Maceira; S. las de Petan y Lamosa, y O. la de Sta. Marina de Cobelo. El terreno es montuoso y quebrado; en la parte llamada de Fontefria, se cria tojo y yerbas de pasto. Los caminos dirigen á Maceira y á la Cañiza, su estado regular: el correo se recibe de Puenteáreas y Cañiza. prod.: centeno, maiz, patatas, lino y otros frutos de corta importancia: sostiene ganado vacuno, lanar y de cerda; hay caza de liebres, conejos y perdices, y alguna pesca de truchas. ind. y comercio. ademas de la agricultura existen varios molinos harineros, dedicándose tambien los hab. á la arrieria; consiste el comercio en la introduccion de vino, lino, pescado y estraccion de algun ganado. pobl.: 150 vec., 600 almas. contr.: con las demas felig. que componen el ayuntamiento (V.).
(Madoz, 1847, p. 493)

En 2022, tenía empadronados 549 habitantes.

## Patrimonio
Hay en la parroquia una iglesia de Santiago.